# Roque Alfaro
Roque Raúl Alfaro (Nogoyá, 15 de agosto de 1956) é um ex-futebolista profissional argentino que atuava como atacante.

## Carreira
Roque Alfaro se profissionalizou no Newell's Old Boys.

## Seleção
Roque Alfaro integrou a Seleção Argentina de Futebol na Copa América de 1987.
 América de Cali
- Liga Colombiana: 1982, 1983

 River Plate
- Primera Divisão: 1985–1986
- Copa Interamericana: 1986
- Copa Libertadores da América: 1986
- Copa Intercontinental: 1986

 Newell's Old Boys
- Primeira Divisão Argentina: 1987–1988